# 辛夷其之一
《辛夷其之一》（辛夷其ノ壱）是日本的女子偶像組合Kobushi Factory的第1枚原創專輯，於2016年11月30日發行。唱片公司為zetima。

## 概要
- 收錄第1張單曲《Dosukoi! 謙虛而大膽 / 愛吃拉麵的小泉同學之歌 / 小心又小心 (認真Ver.)》至第3張單曲《森巴! Kobushi熱內盧 / 來吧青春! / 我是最受歡迎的》，以及獨立製作DVD單曲《小心又小心 / Survivor》，一共10首A面曲。
- 本作分為「初回限定盤A（CD+DVD）」、「初回限定盤B（2CDs）」和「CD盤」3種版本
- 「初回限定盤A（CD+DVD）」收錄了演唱會「Kobushi Factory Special Live 2016 Summer in OTODAMA SEA STUDIO」全曲影像；「初回限定盤B（2CDs）」以雙CD發行，Disc 2為《辛夷翻唱其之一》，翻唱多首早安家族組合的歌曲。
- 在12月12日於Oricon公信榜專輯每週排行榜取得第11位。

## 收錄內容

### Disc 1（初回限定盤A、初回限定盤B、CD盤）
1. 欲速則不達（急がば回れ）
（作詞：三浦徳子、作曲：イイジマケン+炭竃智弘、編曲：浜田ピエール裕介）
2. Dosukoi! 謙虛而大膽（ドスコイ! ケンキョにダイタン）
（作詞、作曲：星部ショウ、編曲：菊谷知樹）
1st單曲
3. 有些天真! 豬突猛進（チョット愚直に! 猪突猛進）
（作詞、作曲：前山田健一、編曲：鈴木俊介）
2nd單曲
4. 小心又小心（念には念）
（作詞、作曲：アベショー、編曲：鈴木俊介）
1st獨立製作DVD單曲
5. 未熟半熟ToroToro（未熟半熟トロトロ）
（作詞：福田花音、作曲、編曲：KOJI oba）
6. 愛吃拉麵的小泉同學之歌（ラーメン大好き小泉さんの唄）
（作詞：淳君、作曲：射亂Q、編曲：ダンス☆マン）
1st單曲、富士電視台劇集《愛吃拉麵的小泉同學》主題曲
7. 懸命藍調（懸命ブルース）
（作詞、作曲、編曲：中谷信行）
8. 來吧青春!（バッチ来い青春!）
（作詞：イイジマケン、作曲：イイジマケン+炭竃智弘、編曲：gaokalab）
3rd單曲
9. 揮之不去的意識（残心）
（作詞、作曲：星部ショウ、編曲：菊谷知樹）
10. Survivor（サバイバー）
（作詞：太田善也、作曲、編曲：和田俊輔）
1st獨立製作DVD單曲
11. 森巴! Kobushi熱內盧（サンバ！こぶしジャネイロ）
（作詞、作曲：星部ショウ、編曲：hasiejaneiro + 竹上良成）
3rd單曲
12. TEKI
（作詞、作曲：津野米咲、編曲：宮永治郎）
13. 嘿! Kobushi魂（押忍！こぶし魂）
（作詞、作曲：星部ショウ、編曲：平田祥一郎）
2nd單曲
14. 我是最受歡迎的（オラはにんきもの）
（作詞：里乃塚玲央、作曲：小杉保夫、編曲：菊谷知樹 + 竹上良成）
3rd單曲
15. GO TO THE TOP!
（作詞：NOBE、作曲：HaTo、編曲：鈴木俊介）
16. 櫻花狂熱夜（桜ナイトフィーバー）
（作詞、作曲：KAN、編曲：ダンス☆マン）
2nd單曲
17. 玉蘭之花（辛夷の花）
（作詞、作曲、編曲：星部ショウ）

### Disc 2（初回限定盤B）
1. This is 運命（Kobushi 2016 Ver.）（This is 運命 (こぶし2016Ver.)）
（作詞：新堂敦士 + 淳君、作曲：新堂敦士、編曲：team 124）
2. 認真Bomber!!（本気ボンバー!!）
（作詞、作曲：淳君 、編曲：板垣祐介）
3. 戀愛咒縛（恋の呪縛）
（作詞、作曲：淳君 、編曲：平田祥一郎）
4. 青春劇場
（作詞、作曲：淳君 、編曲：上杉洋史）
5. 可愛的他（かわいい彼）
（作詞、作曲：淳君 、編曲：守尾崇）
6. 一丁目搖滾!（一丁目ロック！）
（作詞、作曲：淳君 、編曲：朝井泰生）
7. Da Di Du De Do Da Di!（ダディドゥデドダディ！）
（作詞、作曲：淳君 、編曲：鈴木俊介）

### DVD（初回限定盤A）
Kobushi Factory Special Live 2016 Summer in OTODAMA SEA STUDIO
1. 森巴! Kobushi熱內盧
2. 有些天真! 豬突猛進
3. MC 1
4. 活力上路！（ピリリと行こう!）
5. 夏
6. 亂七八糟〜（すっちゃかめっちゃか〜）
7. MC 2
8. MC 3
9. 我是最受歡迎的
10. 真是Good Chance Summer（マジ グッドチャンス サマー）
11. MC 4
12. TEKI
13. Dosukoi! 謙虛而大膽
14. 愛吃拉麵的小泉同學之歌
15. 嘿! Kobushi魂
16. 認真Bomber!!
17. MC 5
18. 對手（ライバル）
19. This is 運命
20. 很酷的歌曲（かっちょ良い歌）
21. 櫻花狂熱夜
22. MC 6〈ENCORE〉
23. 來吧青春!〈ENCORE〉
24. MC 7〈ENCORE〉
25. 小心又小心 (認真Ver.) 〈ENCORE〉

## 外部連結
- Kobushi Factory官方網站 （页面存档备份，存于）（日語）
- YouTube上的《玉蘭之花》PV